# 阿努埃
阿努埃（西班牙語：Anué）是西班牙纳瓦拉的一个市镇。总面积61平方公里，总人口410人（2001年），人口密度7人/平方公里。